# Золоте пенсне
«Золоте пенсне» (англ. The Adventure of the Golden Pince-Nez) — твір із серії «Повернення Шерлока Холмса» шотландського письменника  Артура Конана Дойля. Уперше опубліковано Strand Magazine у 1903 році.

## Сюжет

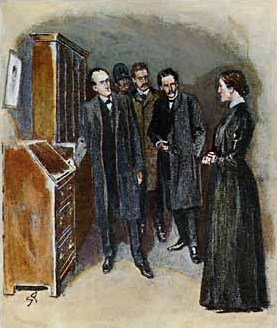
Холмс запитує про подряпину на шафі

Одного листопадного вечора Стенлі Хопкінс повідомляє про вбивство Віллоубі Сміта, секретаря старого професора-інваліда Корама. Злочин скоєно в Йокслі. Убивство здійснено ножем професора. Так як Вотсон зайнятий практикою, Холмсу допомагатиме брат Майкрофт.
Перед смертю Сміт сказав покоївці, що піде зараз до зали, а потім піде прогулятися. Через невеликий проміжок часу вона почула хриплий крик, коли вона прибігла до кабінету, побачила секретаря при смерті. Вона почула його останні слова: «Професор, це була вона».
Хопкінс частково знайшов сліди вбивці, який, ймовірніше за все потрапив до будинку через задній хід.
Професор говорить, що нічого з кабінету не вкрадено.
Найважливіший доказ знайдено в руках Сміта — золоте пенсне. Розглядаючи його Шерлок і Майкрофт Холмси роблять наступні висновки:
- Вбивця жінка;
- Вона одягається як леді;
- Вона має товстий ніс;
- Її очі розташовані близько один до одного;
- Вона зморщувала лоб, вдивляючись, і, ймовірно, має округлі плечі;
- Вона була в оптика принаймні двічі протягом останніх декількох місяців;
- Вона має багато грошей

Шерлок Холмс, Майкрофт і Хопкінс наступного дня прямують в Йокслі, де досвідчений детектив ретельно все досліджує. Він зазначає, що біля отвору для ключа шафи є свіжа подряпина, і метою вбивці було забрати щось звідти. Сміта було вбито тільки тому, що він втрутився.
Холмс також помічає, що коридор, який прямує до заднього виходу та коридор, що йде до спальні професора вислано однаковим матеріалом.

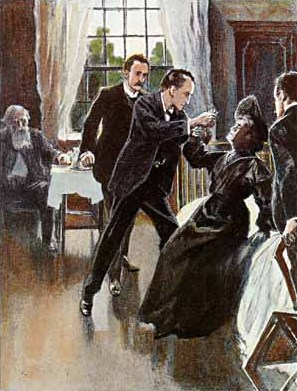
Ганна здійснює самогубство

Холмс розпитує професора в його спальні, закурюючи велику кількість єгипетських сигар, залишаючи попел по всій кімнаті. Професор припускає, що Сміт зчинив самогубство. Холмс також вивчає ключ від тієї шухляди, яку грабіжниця намагалась відкрити.
Холмс розпитує в покоївки про поведінку професора останнім часом, Вона повідомляє, що він почав дуже багато їсти після вбивства.
Шерлок, Майкрофт Холмс з Хопкінсом знову навідуються до професора в другій половині дня. Детектив навмисне випускає сигару, та починає навколішки плазувати по кімнаті. Він оголошує, що вирішив таємницю. І вбивця виходить з шафи. Холмс побачив її сліди в попелі.
Все стає на свої місця. Жінка прийшла до будинку професора дістати деякі документи, отримавши дублікат від одного з колишніх секретарів. Вона дуже здивувалась, побачивши Сміта в кабінеті. Жінка вбила його першою річчю, що потрапила їй у вічі — ножем. Вона втратила пенсне, без якого погано бачила, і тому переплутала коридори потрапивши до спальні професора. Він сховав її. Виявляється, що жінка — дружина професора, звати її Ганна, бо вони обидва росіяни. Документ, що був так необхідний жінці виправдовував її друга, який знаходився в сибірській в'язниці.
Ганна зустріла Сміта по дорозі до будинку, розпитуючи його про дорогу, що пояснює останні слова Сміта. Підвищений апетит професора, звичайно, пояснюється тим, що йому треба було прогодувати жінку.
Ганна здійснює самогубство, отруюючись. Вона просить Холмса доставити документи в посольство Росії, що він і робить.